# Giulio Cicioni
Monsignor Giulio Cicioni (Cerqueto, 13 aprile 1844 – Perugia, 5 novembre 1923) è stato un religioso, naturalista e botanico italiano.
È noto per essere stato il fondatore del Museo di storia naturale arcivescovile di Perugia.

## Biografia

### Gioventù
Giulio Cicioni è nato il 13 aprile 1844 a Cerqueto, nel comune di Marsciano in provincia di Perugia. I suoi genitori erano Teresa Papalini e Luigi Cicioni, di professione sarto e i suoi due fratelli si chiamavano Giovanni e Colomba.
A cinque anni di età rimane orfano della madre e il padre lo affida alla scuola di Don Daniele Moretti, a Pievano di San Valentino, paese confinante con quello di nascita. Probabilmente è durante il tragitto tra i due paesi che inizia il suo dialogo con la natura che durerà fino alla morte.
Entrato nel Seminario di Perugia, si dedica con dedizione allo studio delle materie letterarie, della filosofia e della teologia, mostrando una grande passione per le scienze Matematiche e naturali. Il suo maggiore interesse è focalizzato all'osservazione della natura ed alla collezione di erbe, fossili ed insetti, iniziando già da giovane ad ordinare e classificare già con precoce capacità scientifica, la sua collezione naturalistica.

### Ordinazione e insegnamento presso il Seminario
Il 29 settembre 1870, a 23 anni, riceve gli ordini sacerdotali e viene venne nominato parroco di Prugneto, nei pressi di Perugia. Viene per un breve periodo chiamato in qualità di segretario a fianco del Cardinale Gioacchino Pecci. Quest'ultimo, notando la sua cultura scientifica, gli affida la scuola aritmetica del Seminario.
Un giorno, spinto dal bisogno di realizzare in un più esteso ambito la sua passione per le scienze, parte per Perugia presentandosi d'innanzi al già citato Cardinale, allora Arcivescovo di Perugia, chiedendo il permesso di iniziare in Seminario una scuola di Scienze Naturali. Il cardinale Pecci con lungimiranza lo accontenta incoraggiandolo ad iniziare i lavori, senza però alleggerirlo del suo ministero di curato. Si trova quindi con il duplice impegno di professore e di parroco, andavando il lunedì a Perugia per poi tornare il sabato sera alla parrocchia di Prugneto.
Inizia portando nelle aule del Seminario tutta la collezione degli esemplari fino ad allora raccolti durante le sue escursioni sui monti e nella campagna umbra. Per varie generazioni insegna quindi presso quello che diviene il Seminario di Leone XIII, venendo ricordato piacevolmente per la chiarezza e la precisione delle sue lezioni e la sua capacità di catturare l'attenzione di tutti con la sua personalità.
Inarrestabile nel suo desiderio di arricchire continuamente la collezione naturalistica della scuola, instaura rapporti di studio con gli Istituti Botanici d'Italia e d'Europa e si mantiene in contatto con illustri botanici, quali Andrea Batelli e Adriano Fiori.
Negli anni viene allestito un erbario di circa 20'000 esemplari, ben determinati e conservati che tuttora costituiscono un grandissimo interesse museale e scientifico. Inoltre riempie le stanze del seminario di una grossa raccolta di specie animali, tra cui felini, ruminanti, rettili ed una notevole collezione ornitologica, grazie ai molti legami creati durante gli anni e ai frequenti viaggi e facendo raggiungere al museo un'importanza nazionale.
Il professor Cicioni inoltre frequenta molti congressi scientifici della Società Botanica Italiana come quello di Firenze nel 1888, a Roma nel 1889 o a Verona nel 1890, ed è stato membro di celebri accademie scientifiche, come l'Accademia Nazionale dei Lincei.

### La Morte
Il 5 novembre 1923, durante una lezione mentre interroga un suo allievo, venne colpito da un malore. Tre giorni dopo, al pomeriggio, muore all'età di quasi 80 anni.
Nel suo testamento le ultime parole recitano: Grato alla Chiesa ed al Seminario per il sacerdozio ricevuto e per l'istruzione impartitami, dono alla Chiesa ed al Seminario il mio museo, nel quale ho chiuso tutto il mio cuore.

## Il museo
Al momento della morte di Giulio Cicioni il museo contava una raccolta di circa 15'000 esemplari rappresentativi di oltre 7'000 specie botaniche e a migliaia di campioni tra minerali, rocce, fossili, animali e materiali etnografici provenienti dall'intero pianeta.